# Darren Wang
Wang Dalu (chino= 王大陸), más conocido como Darren Wang (chino tradicional= 王大陸) es un actor taiwanés conocido por haber interpretado a Hsu Tai-Yu en la película Our Times.

## Biografía
El 10 de agosto de 2020, se anunció que su madre había muerto debido a una rotura del tumor del tronco encefálico.
Estudió en la Universidad Tokio.
Es buen amigo de la actriz china Zhang Tian'ai y de la actriz surcoreana Kang Han-na.
En mayo de 2021 se reveló que estaba saliendo con la cantante Joey Chua.

## Carrera
Es miembro de la agencia "Darren Wang Studio".
En 2010 apareció como invitado en la serie Gloomy Salad Days donde dio vida a Xiao Hai, uno de los busca pleitos de la escuela.
En el 2015 obtuvo su primer papel importante en cine cuando se unió al elenco de la película Our Times donde interpretó a Hsu Tai-yu, el notorio jefe de pandilleros de la escuela. El actor Jerry Yan interpretó a Ta-yu de adulto.
El 24 de diciembre del 2016 apareció por primera vez como invitado en el programa Happy Camp junto a Jackie Chan, Wang Kai, Huang Zitao, Sang Ping, Ding Cheng y Zhang Xi. El 22 de julio del 2017 apareció por segunda vez en el programa junto a Han Geng, Deng Lun, Shen Teng, Ma Su, Bao Bei'er, Sun Jian, Zhu Zixiao, Wu Yi, Wei Daxun, Shen Ling, Zhu Yawen, Zhang Tian'ai, 时尚七太, Fan Yuancheng, Jin Xiao. El 13 de enero del 2018 apareció nuevamente en el programa durante el episodio "A Better Tomorrow 2018" junto a Wang Kai, Ma Tianyu y Ye Zuxin.
El 3 de julio del 2017 se unió al elenco principal de la serie Candle in the Tomb: Mu Ye Gui Shi donde interpretó a Hu Tian, un huérfano que busca el secreto de su nacimiento, que tiene habilidades en las artes del feng shui.
El 18 de enero del 2018 se unió al elenco principal de la película A Better Tomorrow 2018 donde interpretó a Ma Ke, un joven de mente sencilla, apasionada y leal, que es miembro de un grupo de contrabando y la mano derecha de Zhou Kai (Wang Kai).
El 22 de junio del mismo año apareció por primera vez como invitado durante el undécimo episodio de la sexta temporada del programa chino Hurry Up, Brother (también conocido como Keep Running) junto a Jason Zhang, Jane Zhang y Nine Percent.
El 14 de febrero del 2019 se unió al elenco principal de la película Fall in Love at First Kiss (también conocida como "It Started with a Kiss") donde dio vida a Jiang Zhishu.
El 19 de noviembre de 2020 se unió al elenco principal de la serie The Wolf donde interpretó a Zhu Youwen, el amable y recto Príncipe de Bo e hijo adoptivo del Emperador Zhu Wen (Ding Yongdai), que valora la libertad.

## Filmografía

### Series de televisión
| Año             | Título                             | Personaje                           | Notas                           |
| --------------- | ---------------------------------- | ----------------------------------- | ------------------------------- |
| 2020 - presente | Quietly Living In A Restless World | -                                   |                                 |
| 2020            | The Wolf                           | Zhu Youwen                          | 49 episodios                    |
| 2019            | Reset Life                         | Luo Zhishi                          | (serie web, aparición especial) |
| 2017            | Candle in the Tomb: Mu Ye Gui Shi  | Hu Tian                             |                                 |
| 2017            | Stairway to Stardom                | Darren                              |                                 |
| 2014            | High Heels and a Scalpel           | Ke Yuhao                            | 4 episodios                     |
| 2011            | Bei Ying                           | Da Ying                             |                                 |
| 2010            | Teenager's Break Time              | Liu Daren                           |                                 |
| 2010            | Channel-X                          | Gu Yongen                           | ep. #8                          |
| 2010            | Gloomy Salad Days                  | Xiao Hai                            | 2 episodios                     |
| 2009            | Latter Days                        | Lin Guangfu (Li Zhifeng) (de joven) |                                 |
| 2008            | Mysterious Incredible Terminator   | Yang Shengkai                       | ep. #8                          |

### Películas
| Año  | Título                        | Personaje    | Notas                                                                                      |
| ---- | ----------------------------- | ------------ | ------------------------------------------------------------------------------------------ |
| 2019 | The Last Wish                 | -            | junto a Wei Daxun y Peng Yu-chang                                                          |
| 2019 | Fall in Love at First Kiss    | Jiang Zhishu | junto a Lin Yun, Kenji Chen, Cecilia Choi y Christopher Lee                                |
| 2019 | A Mystical Journey (Super Me) | Sang Yu      | junto a Song Jia, Cao Bing Kun, Elaine Jin y Ma Jing Wu                                    |
| 2019 | The Rookies                   | Zhao Feng    | junto a Sandrine Pinna, Milla Jovovich, Xu Weizhou, Liu Meitong, Alan Wan y Björn Freiberg |
| 2018 | A Better Tomorrow 2018        | Ma Ke        | junto a Wang Kai, Ma Tianyu, Yu Ailei, Lam Suet y Wu Yue                                   |
| 2017 | Legend of the Naga Pearls     | Ni Kongkong  | Zhang Tian'ai, Sheng Guansen, Simon Yam, Wang Xun, Zhao Jian, Xing Yu y Hu Bing            |
| 2016 | Railroad Tigers               | Da Guo       | junto a Jackie Chan, Huang Zitao, Wang Kai y Sang Ping                                     |
| 2016 | Suddenly Seventeen            | Yan Yan      | junto a Ni Ni, Wallace Huo y Ma Su                                                         |
| 2016 | 10,000 Miles                  | Sean Fang    | junto a Sean Huang, Megan Lai, Jack Noseworthy, Fan Kuang-yao, Lung Shao-hua y Ken Lo      |
| 2015 | Our Times                     | Xu Taiyu     | junto a Vivian Sung, Joe Chen, Jerry Yan, Dino Lee, Dewi Chien e Ian Chen                  |
| 2015 | Tou Kui Xin Shi               | Ah Guo       | (película para la televisión)                                                              |
| 2014 | 7 Love Design                 | Chen Hongyi  |                                                                                            |
| 2014 | A Choo                        | Ye Jianhan   |                                                                                            |
| 2010 | In Case of Love               | Lu Lu        |                                                                                            |

### Programas de variedades
| Año         | Programa                        | Notas                       |
| ----------- | ------------------------------- | --------------------------- |
| 2016-2021   | Happy Camp                      | 8 episodios - invitado      |
| 2020        | Not a Loner (看我的生活)        | miembro                     |
| 2020        | Chuang 2020                     | invitado                    |
| 2020        | My Little One S2                | invitado                    |
| 2019        | Battle Body (Aiya Good Figure)  | invitado                    |
| 2019        | Back To Field S3                | invitado                    |
| 2018        | Keep Running                    | (ep. #6.11) - invitado      |
| 2018        | Super Nova Games (超新星全運會) | concursante                 |
| 2017 - 2018 | Give Me Five                    | 22 episodios - miembro      |
| 2016, 2017  | Go, Fighting!                   | (ep. 2.10, 3.02) - invitado |

### Revistas / Sesiones fotográficas
| Año  | Título                                                       | Notas                                           |
| ---- | ------------------------------------------------------------ | ----------------------------------------------- |
| 2020 | Sina Fashion x FUNer - "Lover’s Eyes"                        | (tributo especial por el día de San Valentín)   |
| 2020 | K!ND Magazine                                                |                                                 |
| 2019 | The Movie Channel’s New Media Center x Harper’s Bazaar China |                                                 |
| 2019 | Grazia China’s - Grazia Boyfriend                            | (publicación #433)                              |
| 2019 | ELLE x Chanel - "Love Present"                               |                                                 |
| 2019 | Chanel x VogueMe                                             | junto a Lin Yun                                 |
| 2019 | K!ND Magazine                                                |                                                 |
| 2019 | Bazaar Men China                                             | junto a Peng Yu-chang, Wei Daxun y Tian Yusheng |
| 2019 | Bazaar Art                                                   |                                                 |

### Endorsos / Portavoz
| Año   | Título                              | Notas             |
| ----- | ----------------------------------- | ----------------- |
| 2020- | Ami Paris                           | Amigo de la marca |
| 2020- | VIDIVICI (비디비치) Facial Cleanser | Portavoz en Asia  |

### Eventos
| Año  | Título                                                   | Notas |
| ---- | -------------------------------------------------------- | ----- |
| 2020 | Paris Fashion Week Men’s - Ami Paris Men’s F/W 2020 Show |       |

## Discografía
| Año  | Canción | Álbum                | Notas                             |
| ---- | ------- | -------------------- | --------------------------------- |
| 2019 |         | OST de The Last Wish | junto a Wei Daxun y Peng Yu-chang |

### Otras canciones
| Año  | Canción          | Álbum | Notas |
| ---- | ---------------- | ----- | --- |
| 2020 | Mayday’s 恋爱ING | -     | junto a Arthur Chen, Ding Yuxi y Zhang Xincheng - (canción interpretada durante el Hunan TV’s New Year’s Eve Gala) |

## Premios y nominaciones
| Año  | Categoría                | Premio                             | Películas              | Resultado |
| ---- | ------------------------ | ---------------------------------- | ---------------------- | --------- |
| 2018 | Best New Actor In Action | 4th Jackie Chan Action Movie Award | A Better Tomorrow 2018 | Nominado  |
| 2017 | Fashionista of the Year  | GQ Man of the Year Award           | -                      | Ganó      |
| 2017 | Best Actor               | Men's UNO YOUNG Red Award          | -                      | Ganó      |
| 2017 | Popularity Award – Male  | 2nd Fashion Up Award               | -                      | Ganó      |
| 2016 | Rising Star Award        | 5th APAN Star Award                | -                      | Ganó      |
| 2016 | Best Actor               | 18th Taipei Film Award             | Our Times              | Nominado  |
| 2015 | Newcomer Film Award      | 4th iQiyi All-Star Carnival        | Our Times              | Ganó      |
| 2015 | Fashion Award            | GQ Man of the Year Award           | Our Times              | Ganó      |